# Nina Dobrev
Nina Dobrev (Sófia, 9 de janeiro de 1989), é uma atriz e produtora executiva búlgara radicada no Canadá. Ficou conhecida após ter interpretado as duplicatas Elena Gilbert, Katherine Pierce/Katerina Petrova, Amara na série The Vampire Diaries (2009–2015; 2017) e Tatia Charlotte Petrova em The Originals. Além disso, viveu a personagem Mia Jones na série Degrassi: The Next Generation (2006–2009).  Apareceu em vários filmes, incluindo o drama de 2012 The Perks of Being a Wallflower (2012) as comédias Let's Be Cops e The Final Girls (2014) e o drama de ficção científica de 2017 Flatliners. Seu maior sucesso comercial veio com XXX: Return of Xander Cage (2017). Ela também estrelou as comédias românticas Dog Days (2018), Then Came You (2018) e Love Hard (2021), e teve um papel de liderança na sitcom Fam da CBS (2019).

## Biografia
Nascida em Sófia, Bulgária, Nina, com dois anos mudou-se para o Canadá e foi criada na cidade de Toronto no Ontário. Apesar de se naturalizar com o inglês canadense e francês canadense, ela ainda fala fluentemente o búlgaro.  Sua mãe uma artista e seu pai um cientista de computação, e seu irmão mais velho se chama Aleksandar Dobrev. Vivendo em Scarborough, um difícil subúrbio de Toronto, a família mudou-se muito nos primeiros anos. Quando Nina tinha dez anos, começou a competir em ginástica rítmica e eventualmente teve que fazer a difícil escolha entre a ginástica e a atuação. Ela teve a oportunidade de desenvolver sua paixão e talento para as artes com aulas de dança, ginástica, teatro, música e artes visuais.

## Carreira
Nina estudou na J. B. Tyrrell Sr. Public School e fez aulas de teatro na Wexford Collegiate School for the Arts, em Scarborough. Enquanto estudante de Wexford, ela se inscreveu para aulas particulares de representação com Dean Armstrong, da Armstrong Acting Studios, isto depois de ele fazer um seminário sobre representação na sua escola. Logo depois, ela estava pronta para embarcar em sua carreira, com agentes e várias audições alinhadas. Em 2007, matriculou-se na Universidade Ryerson com a intenção de cursar sociologia. Em 2008, ela deixou a faculdade para se concentrar integralmente na carreira de atriz. Foi o trabalho de modelagem que a levou a anúncios publicitários, que depois se transformaram em audições. Nina foi apresentada ao público búlgaro em Too Young to Marry. Nos Estados Unidos, ela tornou-se popular por seu papel como Mia Jones, a mãe solteira adolescente em Degrassi: The Next Generation, onde atuou da sexta até a nona temporada da série.

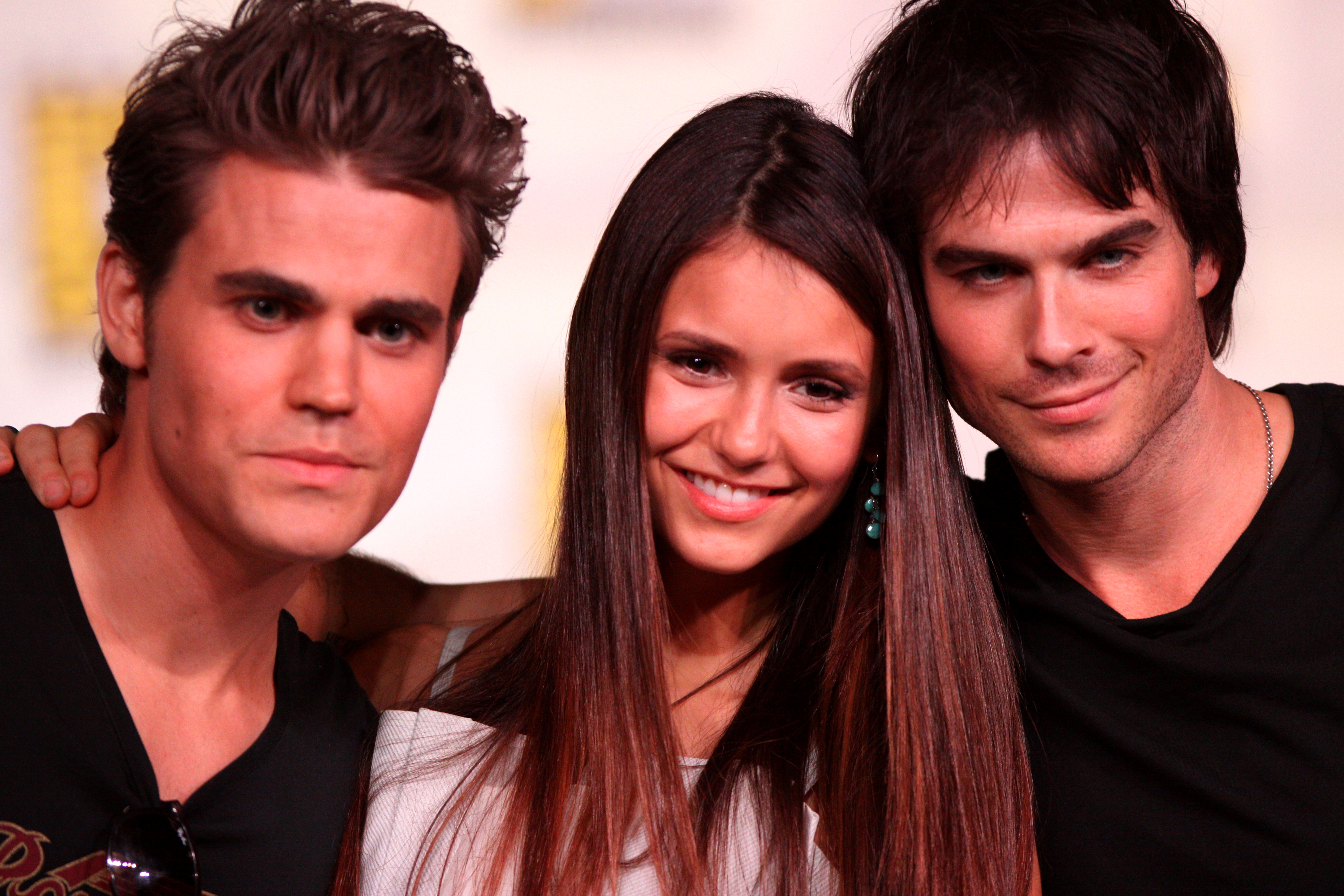
Nina com Paul e Ian na San Diego Comic Con de 2012.

Em 2009, formou junto com Paul Wesley e Ian Somerhalder o trio de protagonistas da "The Vampire Diaries", uma série de televisão sobrenatural, produzida pela The CW e baseada na homônima saga literária de Lisa Jane Smith, que virou um sucesso. Em seis temporadas de sucesso, interpretou regularmente a protagonista Elena Gilbert e recorrentemente a antagonista Katherine Pierce, assim como Amara e Tatia também. Em abril de 2015, a atriz anunciou oficialmente a sua saída da série com uma carta publicada em sua página oficial no Instagram, onde agradeceu aos fãs e disse estar animada para diferentes experiências. Sua participação na famosa série de televisão rendeu a Nina muitos prêmios da crítica especializada, como o MTV Movie Awards, People's Choice Awards e Teen Choice Awards. 
Em 2011, apresentou com Joe Jonas o We Day, um evento anual organizado pela associação de caridade canadense "Free The Children". Também divulgou e fez o design da camiseta Hunger Bites, cuja verba foi revertida para combater a fome das crianças do Quênia. Em 2012, atuou como Candice em As Vantagens de Ser Invisível, que estrelou ao lado de Logan Lerman, Emma Watson e Ezra Miller.
Em 2014, participou de Let's Be Cops como Josie. Também apareceu como Tatia, a primeira doppelgänger da linhagem Petrova, em um episódio na série Os Originais. Ainda em 2014, Nina foi escalada para The Final Girls, que foi lançado em março de 2015 no South by Southwest.
Em 2016, atuou como Becky em XXX: The Return of Xander Cage, no elenco principal juntamente com Vin Diesel.
No dia 13 de de março de 2018 foi anunciado que Nina estrelaria a nova série de comédia da CBS, Fam. A série estreou no dia 10 de janeiro de 2019, porém devido a baixa audiência foi cancelada em maio do mesmo ano. Em julho de 2019, foi anunciada como protagonista e produtora executiva da comédia independente Sick Girl. Em agosto de 2020, Nina foi anunciada como protagonista do filme da Netflix Love Hard.

## Vida pessoal
Enquanto filmava a série The Vampire Diaries, morava dez meses por ano na cidade da Atlanta para fazer os vinte e dois episódios por temporada. Quando deixou a série, se mudou para sua casa na cidade de Los Angeles. A atriz é fluente em francês e inglês. Desde 2020, namora o campeão olímpico de snowboard Shaun White, com quem ficou noiva em 2024. 

## Filmografia

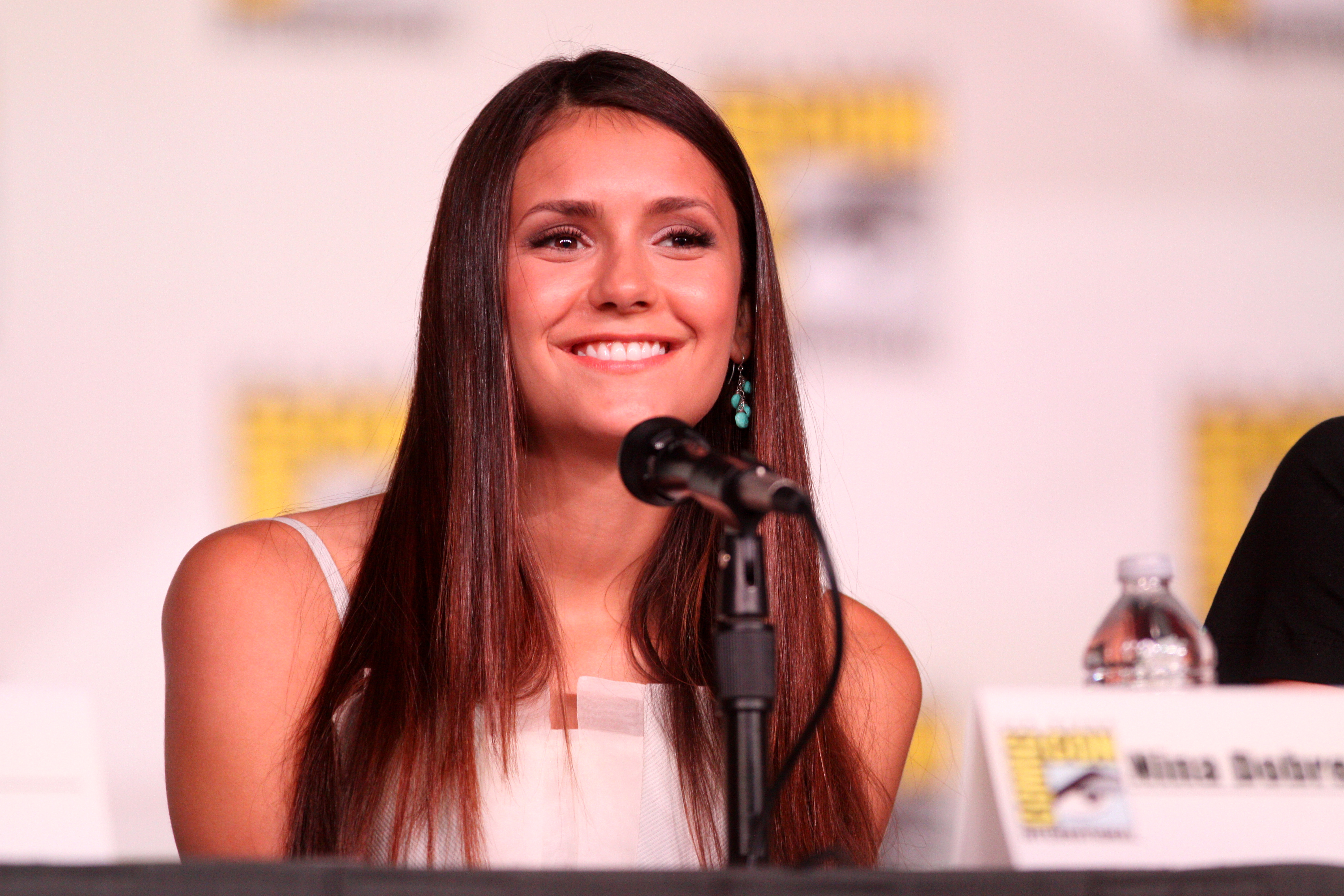

| Ano  | Título                         | Papel                    | Notas                             |
| ---- | ------------------------------ | ------------------------ | --------------------------------- |
| TBA  | Sick Girl                      | Wren Pepper              | Produtora Executiva               |
| 2022 | Redeeming Love                 |                          |                                   |
| 2021 | Love Hard                      | Natalie Bauer            |                                   |
| 2021 | Fin                            |                          | Documentário; produtora executiva |
| 2019 | Run This Town                  | Ashley Pollack           |                                   |
| 2019 | Lucky Day                      | Chloe Roberts            |                                   |
| 2018 | Then Came You                  | Izzy                     |                                   |
| 2018 | Dog Days                       | Elizabeth                |                                   |
| 2017 | Flatliners                     | Marlo                    | Personagem principal              |
| 2017 | Crash Pad                      | Hannah                   |                                   |
| 2017 | xXx: The Return of Xander Cage | Rebecca/Becky            |                                   |
| 2015 | The Final Girls                | Vicki                    |                                   |
| 2014 | Let's Be Cops                  | Josie                    |                                   |
| 2012 | As Vantagens de Ser Invisível  | Candace Kelmeckis        |                                   |
| 2011 | Arena                          | Lori Lord                |                                   |
| 2011 | The Roommate                   | Maria                    |                                   |
| 2009 | Merry Madagascar               | Cupid the Reindeer (voz) | Especial para TV                  |
| 2009 | Chloe                          | Anna                     |                                   |
| 2009 | Degrassi Goes Hollywood        | Mia Jones                | Telefilme                         |
| 2008 | Mookie's Law                   | Rosebella                | Curta-metragem                    |
| 2008 | The American Mall              | Ally Shepherd            | Telefilme                         |
| 2008 | Never Cry Werewolf             | Loren Hansett            | Telefilme                         |
| 2007 | My Daughter's Secret           | Justine Dysert           | Telefilme                         |
| 2007 | Fugitive Pieces                | Bella                    |                                   |
| 2007 | Too Young to Marry             | Jessica                  | Telefilme                         |
| 2007 | The Poet                       | Rachel                   |                                   |
| 2007 | How She Move                   | Garota no banheiro       |                                   |
| 2006 | Away from Her                  | Monica                   |                                   |
| 2006 | Playing House                  | Frannie (jovem)          | Telefilme                         |
| 2006 | Repo! The Genetic Opera        | Teenage Zytrate Addict   | Curta-metragem                    |

### Televisão
| Ano             | Título                        | Papel                                            | Notas |
| --------------- | ----------------------------- | ------------------------------------------------ | --- |
| 2006            | Playing House                 | Versão nova de Frannie McKenzie                  | Telefilme |
| 2006–2009       | Degrassi: The Next Generation | Mia Jones                                        | Recorrente (6ª temporada); Protagonista (Temporadas 7–8); Aparição especial (9ª temporada): 52 episódios       |
| 2007            | My Daughter's Secret          | Justine Dysert                                   | Telefime |
| 2007            | Too Young to Marry            | Jessica Carpenter                                | Curta-metragem.                                                                                                |
| 2008            | The Border                    | Stephenie                                        | Episódio: "Blowback", "Articles of Faith"                                                                      |
| 2008            | Never Cry Werewolf            | Loren Hansett                                    | Telefime |
| 2008            | The American Mall             | Ally Shepherd                                    | Curta. |
| 2009            | Eleventh Hour                 | Grace Dahl                                       | Episódio: "Eternal"                                                                                            |
| 2009            | Degrassi Goes Hollywood       | Mia Jones                                        | Minissérie |
| 2009–2015, 2017 | The Vampire Diaries           | Elena Gilbert / Katherine Pierce / Amara Petrova | Protagonista (Temporadas 1–6); Voz sem créditos (7ª temporada); Aparição especial (Temporada 8); 134 episódios |
| 2009            | Merry Madagascar              | Cupid the Reindeer                               | Dublagem. |
| 2011            | Family Guy                    | Lois' High School Bully                          | Dublagem; episódio: "Trading Places"                                                                           |
| 2011            | The Super Hero Squad Show     | Ellen                                            | Dublagem; episódio: "This Man-Thing, This Monster!"                                                            |
| 2014            | Robot Chicken                 | Cortana / Abby / Jenny Curran                    | Dublagem; episódio: "Panthropologie"                                                                           |
| 2014            | The Originals                 | Tatia Charlotte Petrova                          | Episódio: "The Red Door"                                                                                       |
| 2016            | Lip Sync Battle               | Ela mesma                                        | Episódio: "Tim Tebow vs. Nina Dobrev"                                                                          |
| 2017            | Workaholics                   | Courtnee                                         | Episódio: "Termidate"                                                                                          |
| 2019            | Fam                           | Clem                                             | Papel principal                                                                                                |

### Videoclipes
| Ano  | Título                          | Cantor(es)                                           | Papel     |
| 2018 | I'm Upset                       | Drake                                                | Mia Jones |
| ---- | ------------------------------- | ---------------------------------------------------- | --------- |
| 2012 | SPF                             | Nina Dobrev e Nick Braun                             |           |
| 2009 | You Got That Light              | Wade Allain-Marcus e David Baum                      | Garota    |
| 2008 | Survivor                        | Nina Dobrev                                          | Ally      |
| 2008 | Dreaming Wide Awake             | Nina Dobrev e Rob Mayes                              | Ally      |
| 2008 | Sorry's Not Enough              | Nina Dobrev e Rob Mayes                              | Ally      |
| 2008 | Clear                           | Nina Dobrev e Rob Mayes                              | Ally      |
| 2008 | Don't Hold Back                 | Elenco de The American Mall                          | Ally      |
| 2008 | At the Mall                     | Nina Dobrev, Bresha Webb, Bianca Collins e Rodney To | Ally      |
| 2008 | A Little Bit of Heart Somewhere | Nina Dobrev, Bresha Webb, Bianca Collins e Rodney To | Ally      |
| 2008 | Get Your Rock On                | Rob Mayes                                            | Ally      |
| 2008 | The New You                     | Autumn Reeser                                        | Ally      |

## Prêmios e indicações
| Ano  | Nomeação                      | Cerimônia                      | Categoria                                          | Resultado | Ref.   |
| ---- | ----------------------------- | ------------------------------ | -------------------------------------------------- | --------- | ------ |
| 2010 | The Vampire Diaries           | Teen Choice Awards             | Choice TV Breakout Star – Female                   | Venceu    | [ 26 ] |
| 2010 | The Vampire Diaries           | Teen Choice Awards             | Choice TV Actress – Fantasy/Sci-Fi                 | Venceu    | [ 26 ] |
| 2010 | The Vampire Diaries           | Young Hollywood Awards         | Making Their Mark                                  | Venceu    | [ 27 ] |
| 2010 | The Vampire Diaries           | Young Hollywood Awards         | Cast to Watch (com Paul Wesley e Ian Somerhalder)  | Venceu    | [ 27 ] |
| 2011 | The Vampire Diaries           | Teen Choice Awards             | Choice TV Actress – Fantasy/Sci-Fi                 | Venceu    | [ 28 ] |
| 2011 | The Vampire Diaries           | Teen Choice Awards             | Choice Hottie – Female                             | Indicado  | [ 29 ] |
| 2011 | The Vampire Diaries           | Teen Choice Awards             | Choice Vampire                                     | Indicado  | [ 30 ] |
| 2012 | The Vampire Diaries           | People's Choice Awards         | Favorite TV Drama Actress                          | Venceu    | [ 31 ] |
| 2012 | The Vampire Diaries           | Teen Choice Awards             | Choice TV Actress – Fantasy/Sci-Fi                 | Venceu    | [ 32 ] |
| 2012 | As Vantagens de Ser Invisível | San Diego Film Critics Society | Best Ensemble Performance                          | Venceu    | [ 33 ] |
| 2013 | The Vampire Diaries           | People's Choice Awards         | Favorite Dramatic TV Actress                       | Indicado  | [ 34 ] |
| 2013 | The Vampire Diaries           | Teen Choice Awards             | Choice TV Actress – Fantasy/Sci-Fi                 | Venceu    | [ 35 ] |
| 2014 | The Vampire Diaries           | People's Choice Awards         | Favorite Sci-Fi/Fantasy TV Actress                 | Indicado  | [ 36 ] |
| 2014 | The Vampire Diaries           | People's Choice Awards         | Favorite On-Screen Chemistry (com Ian Somerhalder) | Venceu    | [ 36 ] |
| 2014 | The Vampire Diaries           | MTV Fandom Awards              | Ship of the Year (com Ian Somerhalder)             | Venceu    | [ 37 ] |
| 2014 | The Vampire Diaries           | Teen Choice Awards             | Choice TV Actress: Fantasy/Sci-Fi                  | Venceu    | [ 38 ] |
| 2014 | The Vampire Diaries           | Young Hollywood Awards         | Fan Favorite Actor – Female                        | Indicado  | [ 39 ] |
| 2014 | The Vampire Diaries           | Young Hollywood Awards         | Best Threesome (com Paul Wesley e Ian Somerhalder) | Venceu    | [ 39 ] |
| 2015 | The Vampire Diaries           | People's Choice Awards         | Favorite Sci-Fi/Fantasy TV Actress                 | Indicado  | [ 40 ] |
| 2015 | The Vampire Diaries           | People's Choice Awards         | Favorite TV Duo (com Ian Somerhalder)              | Venceu    | [ 40 ] |
| 2015 | The Vampire Diaries           | Teen Choice Awards             | Choice TV Actress: Fantasy/Sci-Fi                  | Venceu    | [ 41 ] |
| 2015 | The Vampire Diaries           | Teen Choice Awards             | Choice TV: Liplock (com Ian Somerhalder)           | Venceu    | [ 41 ] |
| 2017 | xXx: Return of Xander Cage    | Teen Choice Awards             | Choice Movie Actress: Action                       | Indicado  | [ 42 ] |